# 155 mm M777 Howitzer
Il cannone/obice da 155/39 M777 Howitzer è un pezzo di artiglieria trainato ideato nel Regno Unito, idoneo a fornire supporto di fuoco per le grandi unità di fanteria. È utilizzato dalle forze di terra di Australia, Canada, India, Arabia Saudita, Lituania, Ucraina e Stati Uniti. Ha fatto il suo debutto in combattimento nella guerra in Afghanistan.
L'M777 è prodotto dalla divisione Global Combat Systems di BAE Systems. La gestione dei contratti Prime ha sede a Barrow-in-Furness nel Regno Unito, così come la produzione e l'assemblaggio delle strutture in titanio e dei componenti di rinculo associati. L'assemblaggio finale e il collaudo dell'arma sono effettuati presso lo stabilimento BAE di Hattiesburg, Mississippi.

## Sviluppo

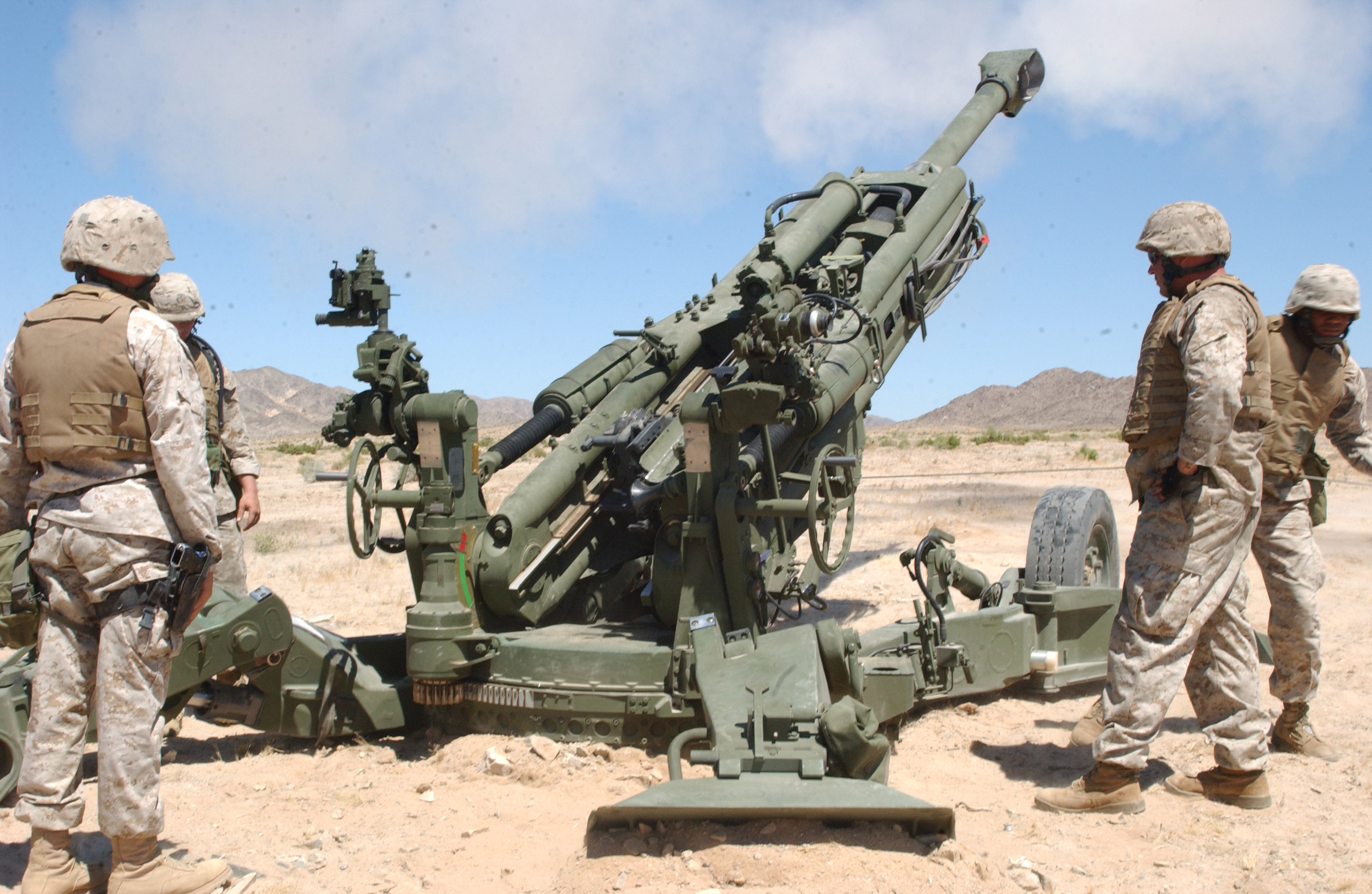
Gli artiglieri del US Marine statunitensi provano a sparare con un obice M777

L'obice, inizialmente denominato Ultralight Field Howitzer (UFH), fu sviluppato nel Regno Unito dalla Vickers Shipbuilding and Engineering's (VSEL) Armaments Division a Barrow-in-Furness. La società progettista VSEL è stata acquistata da BAE Systems dopo i risultati dei prototipi UFH derivate dalle dimostrazioni a cui furono sottoposti, di conseguenza BAE è diventata responsabile dei futuri perfezionamenti dello sviluppo e ha ribattezzato l'obice "M777". La costruzione e l'assemblaggio viene effettuato dalla divisione BAE Systems Land and Armaments con sede negli Stati Uniti. L'M777 utilizza circa il 70% di parti costruite negli Stati Uniti, inclusa la canna dell'obice prodotta nell'arsenale di Watervliet.
L'obice è stato realizzato per sostituire il M198.
Con un peso di 4 200 kg (9 259,4 lb), l'M777 è il 41% più leggero dell'obice M198 da 7 154 chilogrammi (15 771,9 lb).. Gran parte della riduzione di peso è dovuta all'uso estensivo del titanio. L'M777 può essere trasportato da elicotteri da carico, velivoli da trasporto come il Lockheed C-130 Hercules o trainato da veicoli con freni ad aria compressa di peso superiore a 2,5 tonnellate (2,8 short ton), come i veicoli medi FMTV e MTVR. L'equipaggio minimo richiesto è cinque, rispetto ai nove precedenti.
L'M777 utilizza un sistema di controllo del fuoco digitale simile a quello che si trova sugli obici semoventi come l'M109A6 Paladin per fornire navigazione, puntamento e auto-localizzazione, consentendogli di essere messo in azione rapidamente. L'M777 canadese in combinazione con i tradizionali "mirini/montaggi in vetro e ferro" utilizza anche un sistema di controllo del fuoco digitale chiamato Digital Gun Management System (DGMS) prodotto da Leonardo MW con componenti della Indirect Fire Control Software Suite (IFCSS) costruita da il team Firepower del Canadian Army Land Software Engineering Center. La parte Leonardo MW del sistema, nota come LINAPS, era stata selezionata, montata e testata sul precedente cannone leggero L118 dell'esercito britannico da 105 mm.

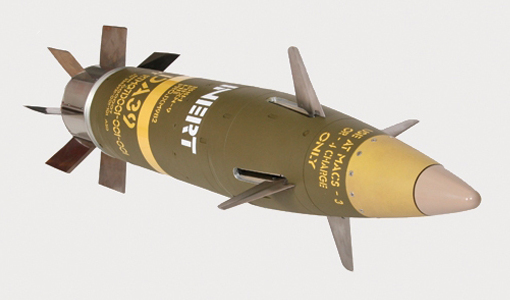
M982 Excalibur munizione a guida GPS

L'M777 può essere combinato con la munizione a guida GPS M982 Excalibur, che consente maggiore precisione a una distanza massima di 40 km (24,9 mi). Ciò raddoppia quasi l'area coperta da una singola batteria a circa 1 250 km² (482,6 mi²). I test allo Yuma Proving Ground da parte dell'esercito degli Stati Uniti hanno dimostrato che 13 dei 14 proiettili Excalibur sparati, da un massimo di 24 chilometri (14,9 mi), hanno colpito entro i 10 metri (32,8 ft) dal loro bersaglio, suggerendo un errore circolare probabile di 5 metri (16,4 ft). Nel giugno 2012, Golf Battery, 2nd Battalion, 11th Marines, di Camp Pendleton, in California, ha sparato con l'M982 Excalibur contro gli insorti a una distanza di 36 chilometri (22,4 mi) nella provincia di Helmand, in Afghanistan. Questo è stato il tiro operativo più lungo nella storia dell'obice M777 e il tiro di artiglieria a tubo operativo più lungo nella storia del Corpo dei Marines.

## Varianti
- M777: obice con controllo ottico del fuoco
- M777A1: totalmente digitalizzato con l'aggiunta di una fonte di alimentazione a bordo, aggiunto il GPS, navigazione inerziale, radio, Gun Display Unit (GDU) e Section Chief Assembly (SCA).
- M777A2: Aggiornamento software blocco 1A. Aggiunta di un Enhanced Portable Inductive Artillery Fuze Setter (EPIAFS) per abilitare Excalibur e la compatibilità delle munizioni di precisione[20][21].
- M777ER: Aggiornato grazie al progetto Extended Range Cannon Artillery (ERCA) per estendere la portata da 30 a 70 km (da 19 a 43 mi)[22] Modificato con un calibro 58 più lungo, una canna da 9,1 m (30 piedi) e un propellente sovralimentato che spara il proiettile assistito da razzo XM1113[23].

## Utilizzatori
Arabia Saudita
- Reale forza terrestre saudita

70 sistemi
 Australia
- Australian Army

48 sistemi (M777A2) in precedenza 54 di cui 6 sono stati donati all'Ucraina
 Canada
- Canadian Army

33 sistemi, in precedenza 37 di cui 4 sono stati donati all'Ucraina. Gli obici donati verranno reintegrati
 Colombia
- Ejército Nacional de Colombia

La fanteria navale colombiana otterrà i sistemi M777 come parte di una donazione del Corpo dei Marines degli Stati Uniti
 India
- Indian Army

89 sistemi in servizio (sono stati ordinati un totale di 145 sistemi, di cui 120 sono stati costruiti in India da Mahindra Defense nell'ambito del programma "Make in India")
 Ucraina
- Forze terrestri ucraine

Oltre 118 sistemi (90 donati dagli Stati Uniti insieme a 183.000 colpi di artiglieria da 155 mm).A maggio 2022, gli USA hanno inviati altri 18 esemplari superando i 100 pezzi consegnati, con convogli di autocarri civili con a bordo gli obici filmati al confine tra Polonia e Ucraina. 4 sistemi dal Canada e 6 sistemi dall'Australia (dopo l'invasione russa dell'Ucraina nel 2022)
 Stati Uniti
- US Army
- National Guard of the United States
- United States Marine Corps

Sono stati acquisiti 999 sistemi, 481 per il Corpo dei Marines degli Stati Uniti e 518 per l'esercito degli Stati Uniti e la Guardia nazionale dell'esercito. Gli Stati Uniti schierano una "flotta pura" di varianti M777A2. Nel 2022 almeno 90 dei sistemi del Corpo dei Marines degli Stati Uniti sono stati donati all'Ucraina. A maggio 2022, gli USA hanno consegnato altri 18 esemplari

### Possibili utilizzatori
Emirati Arabi Uniti
il 5 maggio 2016, BAE Systems ha confermato che sta collaborando con Emirates Defense Technology (EDT) per sviluppare una versione semovente dell'obice M777 per le forze armate degli Emirati Arabi Uniti.

## Galleria d'immagini

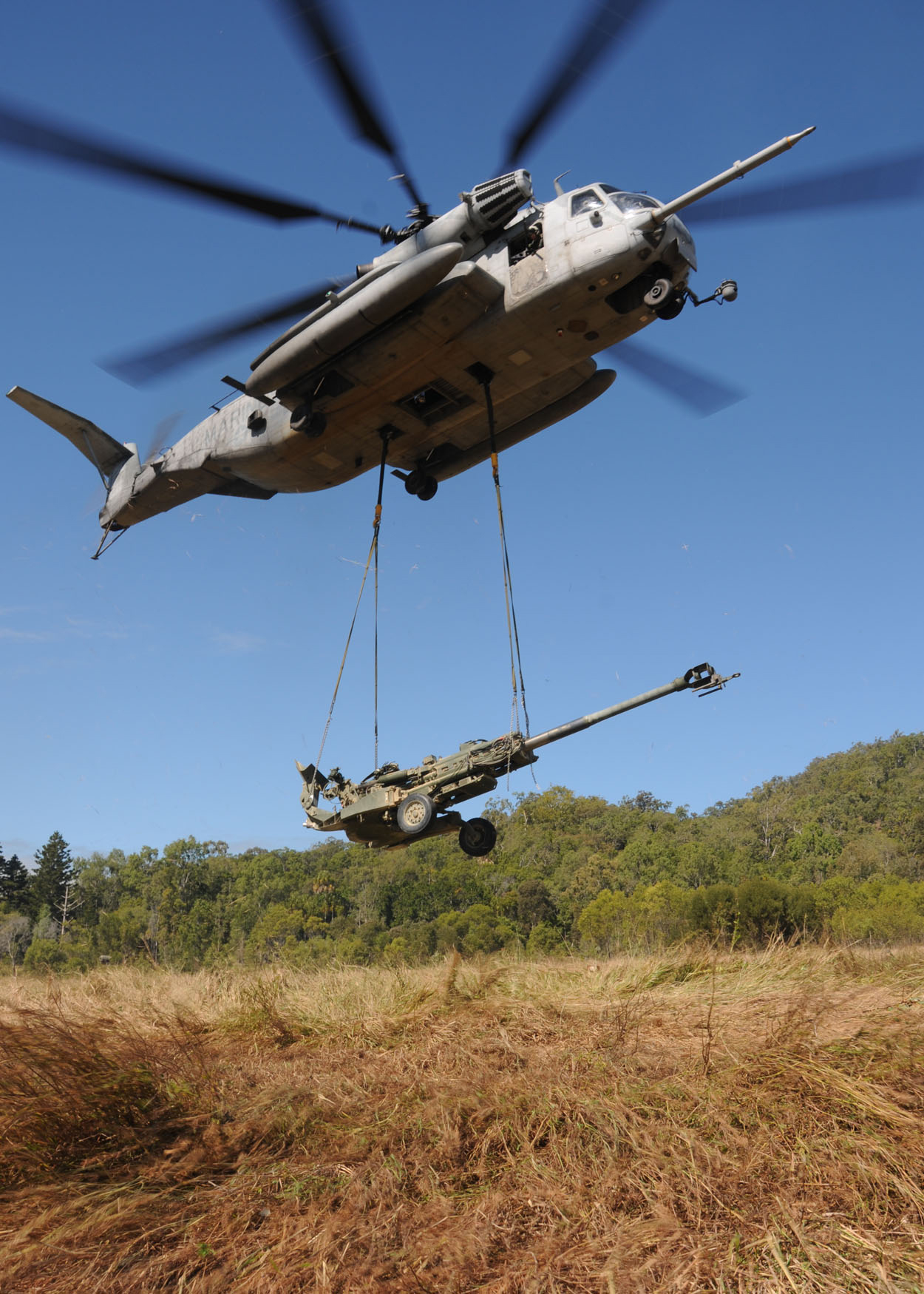
Elicottero Sea Stallion con agganciato un M777
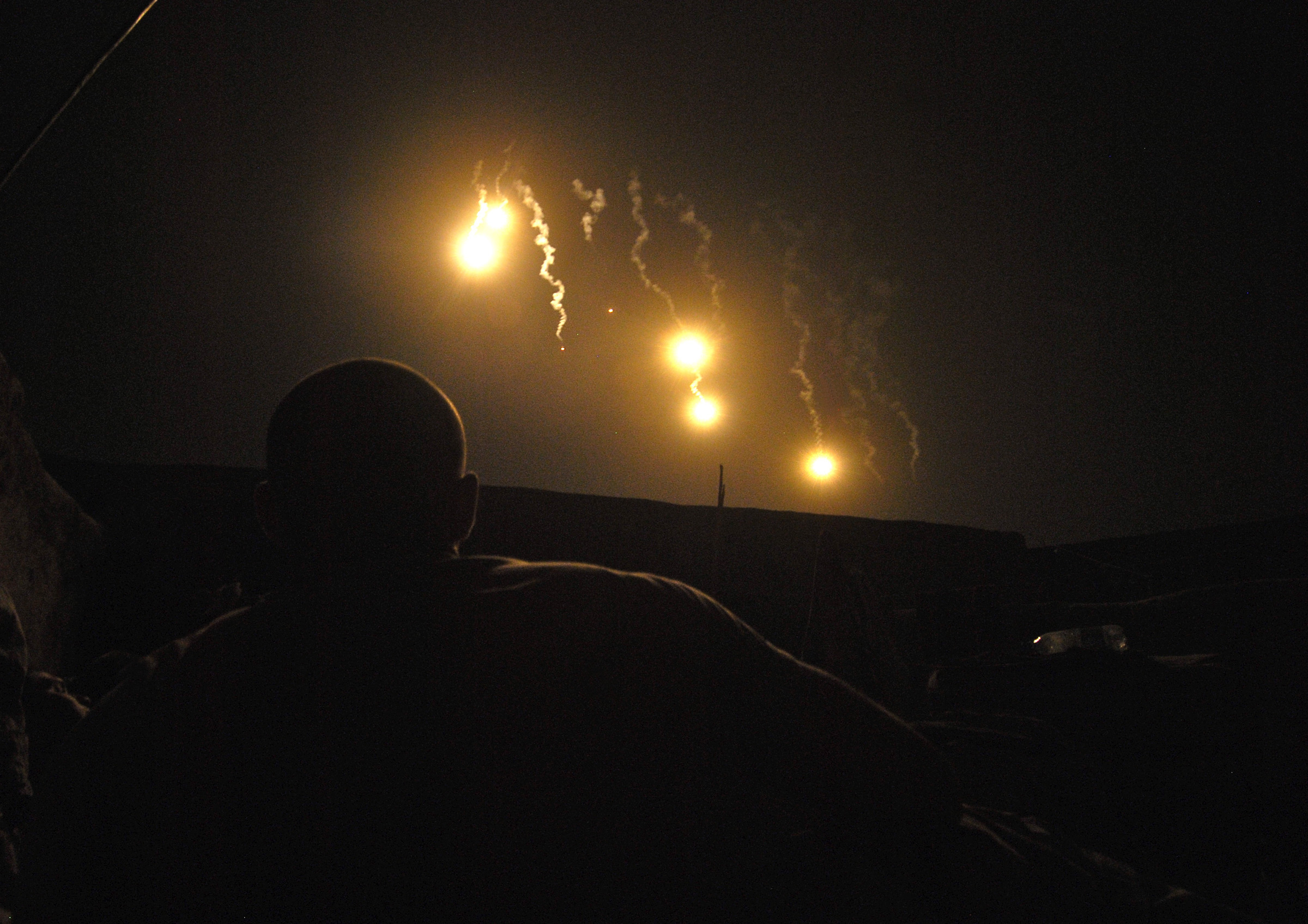
Proiettili traccianti sparati durante l'operazione Tora Arwa V nella provincia di Kandahar, Afghanistan
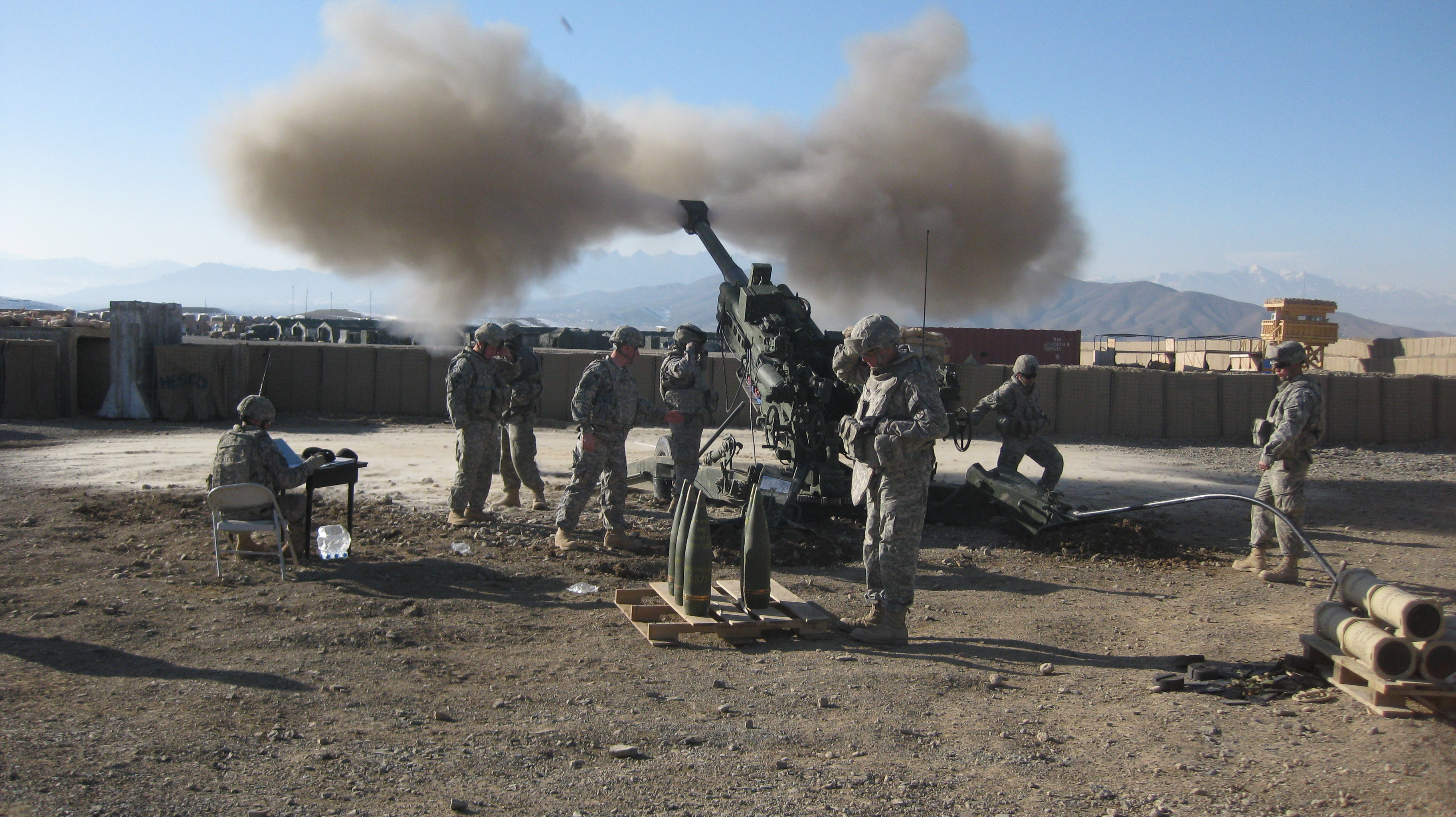
M777 nella provincia di Logar, Afghanistan
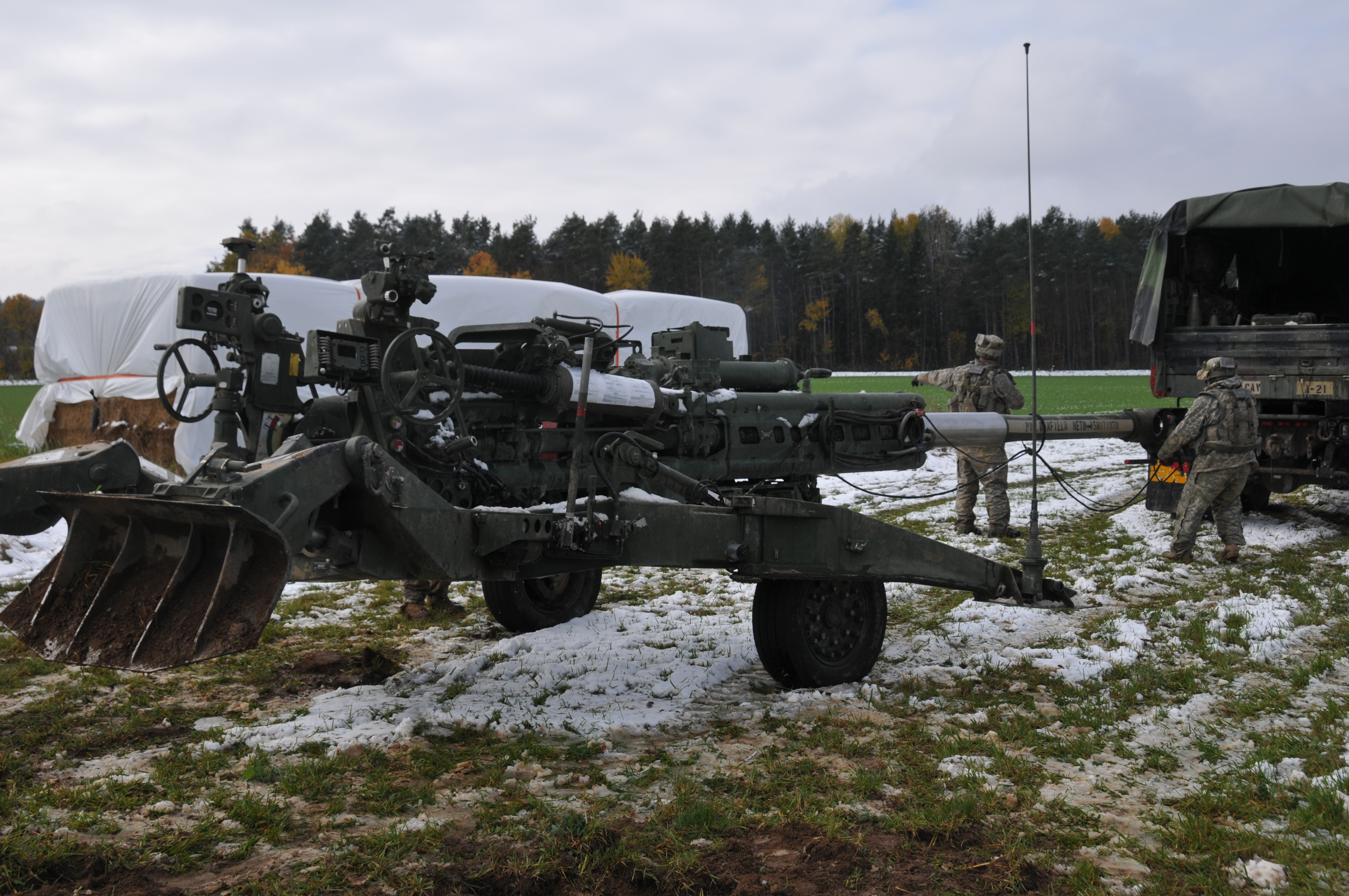
Configurazione trainata con la FMTV come motore principale
- M777 Obice trainato leggero in operazione nella provincia di Logar, Afghanistan
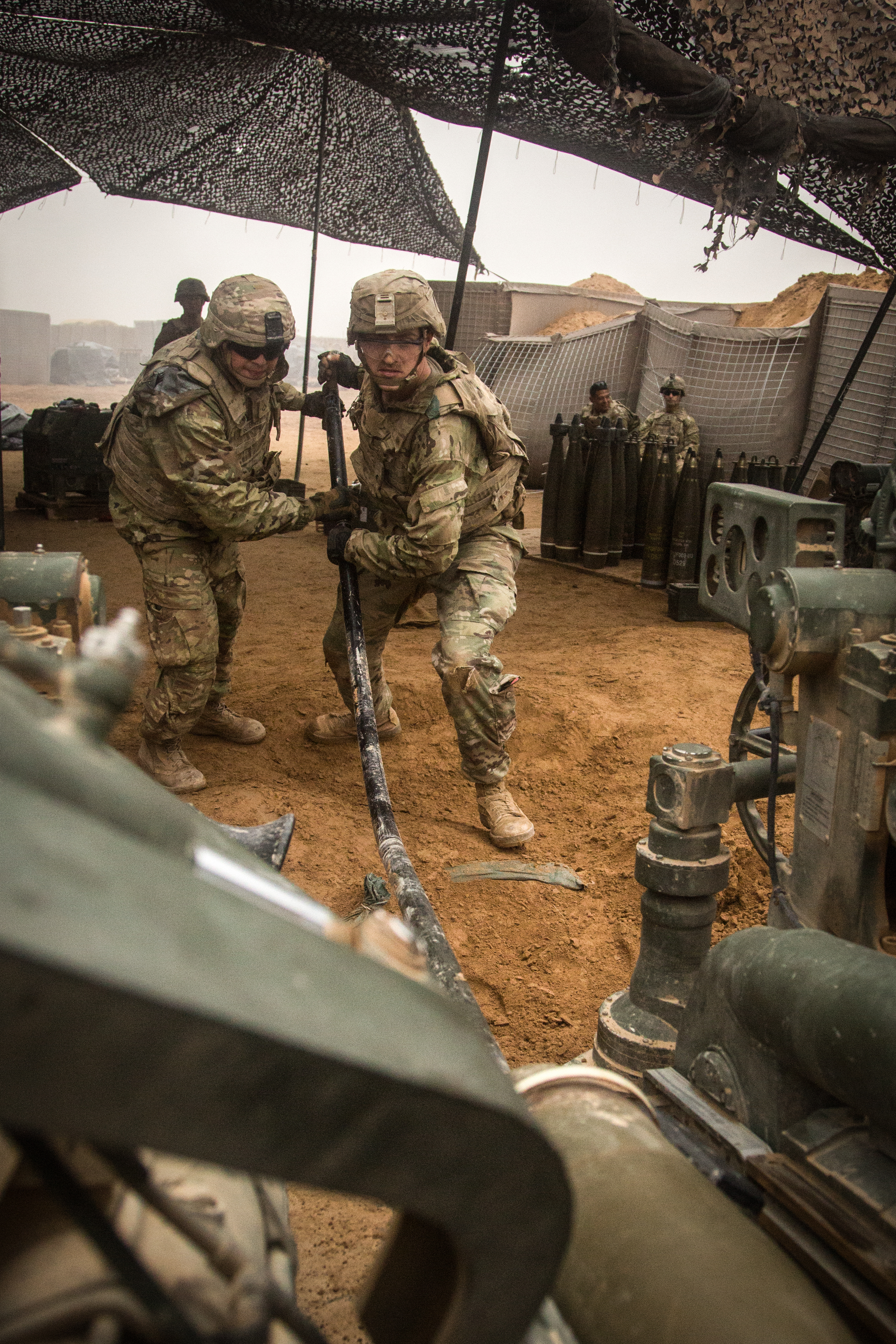
Il personale del 3º reggimento di cavalleria impegnato in operazione di caricamento durante l'intervento militare contro ISIL a Al-Qa'im, Iraq